# Йемен и Европейский союз
Йемен — ЕС имеют длительные отношения между собой, начиная с 1997 года, когда было подписано первое официальное соглашение о сотрудничестве. С тех пор эти отношения постоянно развивались. В декабре 2009 года ЕС создал полное дипломатическое представительство в Республике Йемен. Многие страны-члены ЕС имели прочные и исторические отношения с Йеменом, еще с 1930-х годов. Великобритания, Франция, Германия и Нидерланды являются основными партнерами Йемена; Франция имеет давние экономические отношения, с тех пор как Италия была первым государством, установившим дипломатические отношения с Йеменом. Есть семь членов-представителей государств в Сане : Болгария, Франция, Германия, Италия, Нидерланды, Испания и Великобритания .

## История
В 1978 году Европейская комиссия начала сотрудничество с Йеменом. Однако формальные правила и договоренности для этого сотрудничества были установлены и официально подтверждены только в 1984 году. Через Соглашение о сотрудничестве и развитии с Северным Йеменом, которое было продолжено в 1995 году для охвата всей страны после объединения в 1990 году. В июле 1998 года было подписано усовершенствованное рамочное соглашение о сотрудничестве и экономическом развитии. Это соглашение является основным и долгосрочным контрактным обязательством между Комиссией и Йеменом.
Вслед за Арабской весной и отставки президента Йемена Али Абдалла Салех Европейский парламент призвал Верховного представителя пересмотреть отношения с Йеменом. Хотя парламент поддерживал восстание, Верховный представитель сосредоточился на организации эвакуации граждан ЕС из-за страха гражданской войны.

## Торговля
Йемен является основным экспортером нефти(90 %). Европейский союз (ЕС) является вторым по величине импортным партнером и всего лишь пятым крупнейшим торговым партнером Йемена в целом.

## См. раздел также
- Общая внешняя политика и политика безопасности